# Suárez
Suárez ist ein ursprünglich berufsbezogener spanischer Familienname, abgeleitet von dem lateinischen suerius mit der Bedeutung „Schweinehirt“. Außerhalb des spanischen Sprachraums tritt auch die Form Suarez auf.

## Namensträger

### A
- Aarón Suárez (* 2002), costa-ricanischer Fußballspieler
- Adolfo Suárez (1932–2014), spanischer Jurist und Politiker
- Adolfo Suárez Illana (* 1964), spanischer Politiker, Sohn von Adolfo Suárez González
- Adolfo Suárez Morán (1905–1968), spanischer Fußballspieler
- Adolfo Suárez Perret (1930–2001), peruanischer Karambolagespieler
- Adolfo Antonio Suárez Rivera (1927–2008), mexikanischer Geistlicher, Erzbischof von Monterrey
- Alberto Suárez Inda (* 1939), mexikanischer Geistlicher, emeritierter Erzbischof von Morelia
- Alejandro Suárez (Schauspieler) (* 1941), mexikanischer Schauspieler
- Alejandro Suárez (Leichtathlet) (* 1980), mexikanischer Langstreckenläufer
- Alejandro Suárez (Rugbyspieler) (* 1995), spanischer Rugby-Union-Spieler
- Alejandro Suárez Castroagudín (* 1978), spanischer Fußballspieler
- Alejandro Suárez Martín („Alexis“; * 1974), spanischer Fußballspieler
- Álex Suárez (* 1993), spanischer Basketballspieler
- Anahí Suárez (* 2001), ecuadorianische Sprinterin
- Antonio Suárez (1932–1981), spanischer Radrennfahrer
- Armando Suárez (* 1910), mexikanischer Fußballspieler und -funktionär
- Arnoldo Gálvez Suárez (* 1982), guatemaltekischer Journalist und Schriftsteller

### B
- Blanca Suárez (* 1988), spanische Schauspielerin
- Bobby A. Suarez (1942–2010), philippinischer Filmregisseur

### C
- Camilo Suárez (* 1988), kolumbianischer Radrennfahrer
- Carla Suárez Navarro (* 1988), spanische Tennisspielerin
- Carlos Suárez (Basketballspieler) (* 1986), spanischer Basketballspieler
- Carlos Suárez (Boxer) (* 1993), US-amerikanischer Boxer aus Trinidad und Tobago
- Carlos Suárez Cázares (* 1946), mexikanischer Geistlicher, Weihbischof in Morelia
- Carlos Suárez Morilla (* 1946), spanischer Filmemacher
- Carlos Adrián Valdez Suárez (* 1983), uruguayischer Fußballspieler, siehe Carlos Valdez
- Cecilia Suárez (* 1971), spanisch-mexikanische Schauspielerin und Aktivistin
- César Suárez (Fußballspieler) (* 1968), mexikanischer Fußballspieler
- César Suárez (Radsportler) (* 1984), venezolanischer Radsportler
- Chany Suárez (* 1950), argentinische Sängerin
- Charly Suarez (* 1988), philippinischer Boxer
- Claudio Suárez (* 1968), mexikanischer Fußballspieler
- Constancio S. Suárez, mexikanischer Poet
- Cristián Suárez (Fußballspieler) (* 1987), chilenischer Fußballspieler
- Cristián Suárez (Leichtathlet) (* 1999), ecuadorianischer Hammerwerfer

### D
- Damián Suárez (* 1988), uruguayischer Fußballspieler
- Danay Suárez (* 1985), kubanische Musikerin
- Daniel Suarez (Schriftsteller) (* 1964), US-amerikanischer Softwareentwickler und Schriftsteller
- Daniel Suárez (Fußballspieler) (* 1992), uruguayischer Fußballspieler
- Daniel Suárez (Rennfahrer) (* 1992), mexikanischer Automobilrennfahrer
- Danilo Suárez (* 1989), uruguayischer Fußballspieler
- Denis Suárez (* 1994), spanischer Fußballspieler
- Diego Suarez (Gartenarchitekt) (1888–1974), kolumbianisch-amerikanischer Gartenarchitekt
- Diego Suárez (Fussballspieler) (Diego Samuel Suárez Díaz; * 1992), uruguayischer Fußballspieler
- Diego Suárez Quevedo, spanischer Kunsthistoriker
- Diego Suárez († um 1553), portugiesischer Söldner, Seefahrer und Pirat, siehe Diogo Soares (Seefahrer)

### E
- Edgardo Carlos Suárez Mallagray (* 1968), salvadorianischer Diplomat
- Edmundo Suárez Trabanco (1916–1978), spanischer Fußballspieler, siehe Mundo (Fußballspieler)
- Emilia Suárez (* 1998), US-amerikanische Schauspielerin und Musikerin
- Emma Suárez (* 1964), spanische Schauspielerin
- Erick Suárez (* 1999), bolivianischer Weitspringer
- Esteban Suárez (* 1975), spanischer Fußballspieler
- Estela Suarez, spanische Physikerin
- Ezequiel Suárez (* 1997), dominikanischer Sprinter

### F
- Félix Suárez (1950–2020), spanischer Radrennfahrer
- Fernando Suárez Paz (1941–2020), argentinischer Violinist
- Francis Suarez (* 1977), amerikanischer Rechtsanwalt und Politiker
- Francisco Suárez (1548–1617), spanischer Jesuit, Theologe und Philosoph
- Francisco Suárez de Villegas († 1664), portugiesischer Karmelitenpater
- Freddy Jesús Fuenmayor Suárez (* 1949), venezolanischer Priester, Bischof von Los Teques

### G
- Gerardo Ubiría Suárez (* 1950), uruguayischer Schriftsteller und Journalist
- Germán Suárez Flamerich (1907–1990), venezolanischer Anwalt und Politiker, Präsident 1950 bis 1952
- Gómez Suárez de Figueroa, duque de Feria (1587–1634), spanischer Staatsmann und General
- Graciela Suárez, uruguayische Tischtennisspielerin
- Guillermo Suárez (Leichtathlet) (Guillermo Adrian Suárez Aspitarte; * 1912), peruanischer Leichtathlet
- Guillermo Suárez Mason (1924–2005), argentinischer General
- Guillermo Alejandro Suárez (* 1985), argentinischer Fußballspieler

### H
- Hernando Suárez Burgos, kolumbianischer Medienunternehmer

### I
- Inés Suárez (1507–1580), Conquistadorin
- Inés Ferrer Suárez (* 1990), spanische Tennisspielerin
- Irene Andres-Suárez (* 1948), spanische Hispanistin
- Isaac Suárez (* 1979), spanischer Cyclocrossfahrer
- Isan Reynaldo Ortiz Suárez (* 1980), kubanischer Schachspieler

### J
- Javier Suárez (* 1966), spanischer Ökonom und Hochschullehrer
- Javier Suárez (Radsportler) (* 1943), kolumbianischer Radrennfahrer
- Jeffrén Isaac Suárez Bermúdez (* 1988), spanisch-venezolanischer Fußballspieler, siehe Jeffrén
- Jeison Suárez (* 1991), kolumbianischer Leichtathlet
- Jesús María Suárez (1845–1922), venezolanischer Pianist, Komponist und Musikpädagoge
- Jesús Suárez Cueva (* 1954), spanischer Radrennfahrer
- Joaquín Suárez (1781–1868), uruguayischer Politiker
- José Suárez (Schauspieler) (1919–1981), spanischer Schauspieler
- José Aurelio Suárez (* 1995), spanischer Fußballtorwart
- José León Suárez (1872–1929), argentinischer Jurist
- José Luis Suárez (La Zorra), mexikanischer Fußballspieler
- José Luis Aussín Suárez (El Loco; * 1942), mexikanischer Fußballspieler
- Juan Suárez (Boxer), argentinischer Boxer
- Juan Horacio Suárez (* 1938), argentinischer Priester, Bischof von Gregorio de Laferrère
- Juan José Suárez Coppel, mexikanischer Öl-Manager
- Juan Manuel Suárez Del Toro Rivero (* 1952), spanischer Wirtschaftsingenieur
- Juan Pablo Suárez (* 1985), kolumbianischer Radrennfahrer
- Juan Rodríguez Suárez (1510–1561), spanischer Konquistador und Kolonialgouverneur
- Julián Suárez, Deckname von Otto Schüssler (1905–1982), deutscher Trotzkist

### K
- Kevin Suárez (* 1989), belgischer Radsportler

### L
- Leonel Suárez (* 1987), kubanischer Leichtathlet
- Lionel Suarez (* 1977), französischer Musiker
- Lorenzo Suárez de Mendoza (1518–1583), Vizekönig von Neuspanien
- Luis Suárez (Fußballspieler, 1935) (1935–2023), spanischer Fußballspieler und -trainer
- Luis Suárez (Fußballspieler, 1938) (1938–2005), argentinischer Fußballspieler
- Luis Suárez (Schauspieler) (1945–1992), spanischer Schauspieler
- Luis Suárez, Aliasname von Víctor Julio Suárez Rojas (1953–2010), kolumbianischer Guerillakämpfer
- Luis Suárez (Badminton) (* um 1980), mexikanischer Badmintonspieler
- Luis Suárez (Fußballspieler, 1987) (* 1987), uruguayischer Fußballspieler
- Luis Suárez (Fußballspieler, 1997) (* 1997), kolumbianischer Fußballspieler

- Luis Suárez Salazar (* 1950), kubanischer Soziologe und Politikwissenschaftler
- Luis Fernando Suárez (* 1959), kolumbianischer Fußballspieler und -trainer
- Luis Ruiz Suárez (1913–2011), spanischer Ordensgeistlicher und Missionar

### M
- Manuel Suárez (Fußballspieler, 1895) (1895–1936), spanischer Fußballspieler
- Manuel Suárez (Leichtathlet) (1920–2001), spanischer Hürdenläufer
- Manuel Suárez (Fechter) (* 1950), kubanischer Fechter
- Manuel Suárez (Fußballspieler, 1972) (* 1972), chilenischer Fußballspieler
- Marcelo Suárez (* 2001), bolivianischer Fußballspieler
- Marco Antonio García y Suárez (1899–1972), nicaraguanischer Geistlicher, Bischof von Granada
- María Eugenia Suárez (* 1992), argentinische Schauspielerin, Sängerin und Model
- Mariano Suárez (1897–1980), ecuadorianischer Anwalt und Politiker
- Mario Suárez (Fußballspieler) (* 1987), spanischer Fußballspieler
- Mario Suárez (Sänger) (1926–2018), venezolanischer Sänger
- Mathías Suárez (* 1996), uruguayischer Fußballspieler
- Matías Suárez (* 1988), argentinischer Fußballspieler
- Miguel Suárez (Schauspieler) (1909–1993), mexikanischer Schauspieler
- Miguel Ángel González Suárez (1947–2024), spanischer Fußballspieler
- Miguel Gerónimo Suárez y Núñez († um 1792), spanischer Publizist und Gelehrter

### N
- Narciso Suárez (* 1960), spanischer Kanute
- Nicolás Suárez (1851–1940), bolivianischer Kautschuk-Unternehmer

### O
- Omixan Suarez (* 1987), kubanischer Radrennfahrer
- Osvaldo Suárez (1934–2018), argentinischer Leichtathlet

### P
- Paola Suárez (* 1976), argentinische Tennisspielerin
- Pedro Suárez (1908–1979), argentinischer Fußballspieler

### R
- Ramón Suárez Salazar (1948–2025), genannt „El Portugués“, spanischer Flamencosänger
- Ricardo Pedriel Suárez (* 1987), bolivianischer Fußballspieler
- Roberto Suárez Gómez (1932–2000), bolivianischer Drogenhändler
- Roberto Suárez Pier (* 1995), spanischer Fußballspieler, siehe Róber
- Ruben Suárez (Fußballspieler), uruguayischer Fußballspieler
- Rubén Suárez Estrada (* 1979), spanischer Fußballspieler
- Ruben Suárez de Río (* 1975), spanischer Fußballspieler
- Rubén Darío Suárez Ortega (* 1983), venezolanischer Fußballspieler

### S
- Sandra Suárez, uruguayische Tischtennisspielerin
- Secundino Suárez (Cundi; * 1955), spanischer Fußballspieler
- Senén Suárez (1922–2013), kubanischer Musiker
- Sergio Suárez (* 1987), spanischer Fußballspieler
- Silvio Suárez (* 1969), paraguayischer Fußballspieler

### V
- Víctor Julio Suárez Rojas (1953–2010), kolumbianischer Guerillakämpfer

## Sonstiges
- Suárez (Cauca), Gemeinde in Cauca, Kolumbien
- Suárez (Tolima), Gemeinde in Tolima, Kolumbien
- Suárez-Gletscher, im Grahamland, Antarktika
- Suárez-Nunatak, Nunatak im Queen Elizabeth Land, Antarktika
- Mount Suarez, Berg im Marie-Byrd-Land, Antarktika